# Бішимбаєв Куандик Валіханович
Куандик Веліханули (Валіханович) Бішимбаєв (каз. Қуандық Уәлиханұлы Бишімбаев; нар. 11 квітня 1980, Кизил-Орда, Казахська РСР, СРСР) — казахстанський державний та економічний діяч. З 2001 по 2017 роки працював на різних посадах в уряді та державних компаніях.
У 2016 році був міністром національної економіки, а також балотувався до Мажлісу Парламенту від правлячої партії «Нур Отан». У 2017 році був заарештований за фактом отримання хабарів в особливо великому розмірі, присвоєння та розтрати майна. У 2018 році отримав десятирічний термін із конфіскацією майна та довічного позбавлення права обіймати державні посади, але вже у 2019 році вийшов з умовно-достроковим звільненням.
У листопаді 2023 року його було заарештовано за звинуваченням у вбивстві дружини.

## Походження та освіта
Народився 11 квітня 1980 року в Кзил-Орді Казахської РСР. Походить із роду шимир племені дулатів старшого жузу. Батько, Валіхан Козикули, обіймав посаду ректора Кизилординського інституту агропромислового виробництва (1990-1996), Таразського державного університету імені М.Х. Дулаті (1996—2001) та Південно-Казахстанського державного університету імені М. Ауезова (2001—2012), а з 2012 по 2016 рік був депутатом Мажлісу Парламенту V скликання від партії «Нур Отан».
У 1999 році Куандик Бішимбаєв закінчив Казахську державну академію управління в місті Алмати.
У 2001 році отримав ступінь магістра Таразського державного університету імені М.Х. Дулаті у місті Таразі та Університету Джорджа Вашингтона у місті Вашингтоні. У другому він навчався за програмою Болашак.

## Трудова діяльність
У 2001-2002 роках працював менеджером управління запозичення та структурного фінансування, а потім головним менеджером Управління казначейських операцій у Банку розвитку Казахстану.
У 2002-2003 роках обіймав посаду начальника відділу функціонального аналізу Департаменту бюджетної політики та планування, заступником начальника Управління інвестиційного планування та аналізу Міністерства економіки та бюджетного планування Республіки Казахстан.
У 2003-2004 роках — керівний директор, член правління АТ «Національний інноваційний фонд».
У 2004-2005 роках — заступник голови правління, член правління АТ «Центр маркетингових та аналітичних досліджень».
З лютого по жовтень 2005 року — віце-президент АТ «Корпорація "Ордабаси"», голова ради директорів АТ «Інтеркомшина».
У 2005-2006 роках був радником Міністра економіки та бюджетного планування Республіки Казахстан. З лютого по жовтень 2006 року — радник заступника Прем'єр-міністра Республіки Казахстан.
У 2006-2007 роках обіймав посаду президента АТ «Центр розвитку торговельної політики» при Міністерстві індустрії та торгівлі Республіки Казахстан. З січня 2007 по лютий 2008 року — віце-міністр індустрії та торгівлі Республіки Казахстан.
З 14 лютого по липень 2008 року, і знову з травня 2009 року — завідувач Відділу соціально-економічного моніторингу Адміністрації Президента Республіки Казахстан. З травня 2009 року по 13 березня 2010 року — помічник Президента Республіки Казахстан.
З 16 березня 2010 до 2011 року був заступником Міністра торгівлі та економічного розвитку Республіки Казахстан.
З травня 2011 року до травня 2013 року — заступник голови правління фонду «Самрук-Казина».
З 30 травня 2013 року по 05 травня 2016 року — Голова правління Національного керівного холдингу «Байтерек».
З 06 травня по 28 грудня 2016 року обіймав посаду Міністра національної економіки Республіки Казахстан.

## Політична діяльність
На парламентських виборах у Казахстані 2016 року йшов у партійному списку партії «Нур Отан» як кандидат у депутати Мажилісу Парламенту. Партія того року отримала 84 з 98 мандатів, але Бішимбаєв до Мажилісу не увійшов.

## Справа про отримання хабарів
10 січня 2017 року Національним бюро протидії корупції Бішимбаєв затриманий за фактом неодноразового отримання хабарів в особливо великому розмірі, у групі осіб за попередньою змовою. 12 січня 2017 року раніше затриманого Бішимбаєва було заарештовано.
14 березня 2018 року міжрайонний спеціалізований суд у кримінальних справах міста Астани визнав екс-міністра Куандика Бішимбаєва винним за статтями Кримінального кодексу Республіки Казахстан:
- ст.366 (одержання хабаря);
- ст.189 (присвоєння чи розтрата довіреного чужого майна).

Суд засудив його до 10 років позбавлення волі з відбуванням покарання в установі кримінально-виконавчої системи максимальної безпеки з довічним позбавленням права обіймати керівні посади на державній службі, у державних організаціях та організаціях, у статутному капіталі яких частка держави становить понад 50%, з конфіскацією майна, здобутого злочинним шляхом.
28 грудня 2018 року Толебійський районний суд Туркестанської області частково задовольнив клопотання Куандика Бішимбаєва про полегшення умов утримання та визначив відбування у колонії загального режиму.
25 вересня 2019 року Абайський районний суд міста Шимкента задовольнив клопотання Куандика Бішимбаєва про умовно-дострокове звільнення. Остаточно вийшов на волю 11 жовтня того року. За Бішимбаєвим було встановлено період пробаційного контролю. Він закінчився на початку 2021 року.

## Вбивство дружини
09 листопада 2023 року Бішимбаєв був затриманий за підозрою у вбивстві своєї 31-річної цивільної дружини, Салтанат Нукенової, в ресторані в Астані.
За матеріалами справи, напередодні вони були на концерті Діми Білана в Астані, де посварилися. Далі продовжили сваритися в ресторані, який належав родичу Бішимбаєва, Бахитжану Байжанову (чотирьохрідний брат). Вранці 09 листопада в холі ресторану Бішимбаєв повалив Нукенову на підлогу, довго завдавав удари ногами, а потім потягнув до туалетної кабінки ресторану. Жінка намагалася там сховатись, але Бішимбаєв вибив двері, а потім продовжив побиття, внаслідок якого Нукенова померла. Згодом, патологоанатом заявив про «неодноразові, цілеспрямовані удари по життєво важливих органах». Тільки по голові жінки було завдано понад дванадцять-тринадцять ударів тупим предметом. Байжанов розпустив персонал ресторану, і навіть невдало спробував стерти записи камер, внаслідок чого його було обвинувачено у приховуванні злочину та недонесенні про злочин.
Ця справа стурбувала громадськість та вкотре привернула увагу до проблеми домашнього насилля і слабкої системи покарань за такі злочини у Казахстані.
У березні 2024 року міжрайонний спеціалізований суд у кримінальних справах міста Астани розпочав розгляд справи Куандика Бішимбаєва за двома статтями Кримінального кодексу Казахстану:
- п.5 ч.2 ст.99 КК РК (вбивство з особливою жорстокістю);
- п.1 ч.2 ст.110 КК РК (катування).

Процес відбувається за участю присяжних – цього просив сам Бішимбаєв. Слухання тривають: суд вже вислухав багатьох свідків і переглянув відеозаписи з жорстоким побиттям. За статтями, які інкримінують Бішимбаєву, чоловіку може загрожувати 15 років за ґратами, якщо суд визнає його винним. Сторона підсудного вимагала перекваліфікувати справу з особливо жорстокого вбивства на "вбивство з необережності", але сторона потерпілої вважає це неможливим.

Адвокатка сім’ї Жанна Уразбахова заявила:
Заподіяння смерті з необережності – це, наприклад, смерть настає внаслідок падіння від поштовху й удару об якийсь предмет – камінь, бордюр. Водночас, відповідно до висновку судово-медичної експертизи, тільки по голові Нукенової було завдано понад 12-13 ударів тупим твердим предметом.
Родичі загиблої, казахські правозахисники, юристи та звичайні користувачі мережі прагнуть справедливого вироку для кривдника. У мережі зʼявився гештег #заСалтанат, а запит "Салтан" набрав мільйони переглядів у ТікТок.
У квітні 2024 року Мажилісом та Сенатом Казахстану було схвалено закон, що посилює покарання за домашнє насильство.
Колишнього міністра економіки Казахстану засудили до 24 років позбавлення волі. Рішення ухвалив суд в Астані в понеділок, 13 травня 2024 року.  